# Кусу (Пэкче)
Кусу (仇首王; ум. 234) — шестой правитель Пэкче, одного из трёх корейских государств.

## Происхождение
Был старшим сыном 5-го вана Чхого. В 214 году стал ваном после смерти отца на 49-м году его правления. Самгук саги отмечает, что «он был семи футов ростом и выделялся своей внушительной силой».

## Правление
Даже если предположить, что даты, приведённые в Самгук саги, точны, Пэкче во время правления Кусу, вероятно, было конфедерацией, а не королевством.
В 216 году Кусу одержал победу над силами племён мохэ в крепости Садо, а в 222 году уничтожил пятитысячное войско Силлы, соперничающего корейского государства. Тем не менее, Самгук саги описывает множество поражений Пэкче от мохэ и Силлы, а также стихийные бедствия в конце правления Кусу.
Самгук саги:
- 216 г. н. э., осень, восьмой месяц. Мальгальская армия пришли и окружили крепость Чокхён, но начальник крепости (сонджу) упорно оборонял ее, поэтому враги отступили. Ван возглавил отряд из 800 отборных всадников. Преследуя противника, в бою у крепости Садо разбил их. Было очень много убитых и взятых в плен.
- 217 г. н. э., весна, второй месяц. Соорудили двойной частокол у крепости Садо. Как на восток, так и на запад он тянулся на 10 ли. Для охраны выделили солдат из крепости Чокхён.
- 218 г. н. э. Ван отправил армию окружить силласкую крепость Чансан. [Сил]лаский ван лично возглавил свое войско и атаковал. Армия Пэкче потерпела поражение.
- 221 г. н. э., лето, пятый месяц. Было сильное наводнение в восточной части страны, более чем в сорока местах произошли горные обвалы. В шестом месяце, в последний день муджин, [было] солнечное затмение. Осень, восьмой месяц, состоялся большой смотр войск к западу от реки Хансу.
- 222 г. н. э., весна, второй месяц, приказано соответствующим чиновникам (юса) привести в порядок (возвести?) плотины и дамбы. Третий месяц, издан указ, побуждающий к занятию земледелием. Лето, шестой месяц, в ванской столице с дождем [с неба] падали рыбы. Зима, десятый месяц. Посланные ваном войска ворвались в силласкую крепость (чин) Уду и стали грабить население. Тогда силлаский военачальник Чхунвон с пятитысячным войском вступил в бой с солдатами Пэкче в Унгоке, но был разбит и спасся один. 11-го месяца, в последний день месяца, произошло солнечное затмение.
- 224 г. н. э., осень, седьмой месяц. Напал силлаский ильгильчхан Ёнджин. Наше войско вступило [с ним] в бой под горой Понсан, но не смогло одолеть его. Зима, десятый месяц. Днём была видна Венера.
- 227 г. н. э., весна, третий месяц. Был дождь с градом. Лето, четвертый месяц. Была сильная засуха. Когда ван помолился в храме Тонмёна, пошел дождь.
- 229 г. н. э., зима, десятый месяц. Ван охотился в Ханчхоне. 11-й месяц. Была великая эпидемия. Мохэ подошли к границам крепости Угок и похитили там людей. Чтобы прогнать их, ван отправил отборное войско из 300 человек, но они попали под двойной удар вражеской засады и были разгромлены.
- 231 г. н. э., лето, четвертый месяц. Был град величиной с каштан. Птицы погибли под ударами града.
- 234 г. н. э. Ван скончался.

## Наследие
После смерти Кусу его старший сын Сабан ненадолго стал 7-м ваном. Сабан был свергнут Кои, о котором говорится как о брате Чхого в Самгук саги, но современные учёные считают, что он принадлежал к конкурирующей королевской линии. Указывая на продолжающееся соперничество между двумя линиями, второй сын Кусу стал 11-м ваном Пирю, а имя 14-го вана Кынгусу указывает на происхождение от линии Кусу.

## Семья
- Отец: Чхого
- Мать: неизвестна
  - Жена: неизвестна
    - 1-й сын: Сабан (沙伴王, ум. 234) — 7-й ван Пэкче, до становления правителем был известен как Пуё Саи (扶餘沙伊).
    - 2-й сын: Пирю (比流王, ум. 344) — 11-й ван Пэкче, до становления правителем был известен как Пуё Пирю (扶餘比流); записан как сын Кусу в Самгук саги, но из-за несоответствия дат учёные теперь считают, что он был внуком Кусу.
    - 3-й сын: Пуё Убок (扶餘優福) — в 321 году был назначен министром внутренних дел (內臣佐平, нэсин чвапхён), а в 327 году поднял восстание против своего брата Пирю, но оно было подавлено.